# Caçà de Pelràs
Caçà de Pelràs és el nom oficial d'aquest nucli, que també es troba escrit Cassà de Pelràs als indicadors de la carretera i al Nomenclàtor oficial de toponímia major de Catalunya. És un poble del municipi de Corçà, al Baix Empordà.
El primer esment escrit «Basilicam sancti Martini prope Perulas» data del 882, el 1163 es va parlar de «alodium de Catiano sive de Peruls». La primera part del nom deriva d'un nom de persona: Cassius. Tanmateix, Coromines demostra que l'origen del topònim és l'ètimon romà Cattianum i el nom propi Cattius, i per tant, d'acord amb la normativa del català actual, fixa la grafia amb ç i no amb ss, Caçà. A l'edat mitjana pertanyia al monestir de Sant Feliu de Guíxols.
El nucli de població, situat en un pujol de forma arrodonida, s'estén al voltant de l'església parroquial de Sant Martí, edifici romànic del segle xii, citada el 1060, amb capelles laterals del segle xviii. Es caracteritza per l'ús del basalt per a la construcció, una pedra d'origen volcànic, grisa i negra. L'abundància d'aquest material es deu al fet que entre Corçà i Caçà de Pelràs hi acaba una colada basàltica que tindria el seu focus o xemeneia al sud de Foixà, una zona coneguda amb el nom de Terra Negra.
Segons el nomenclàtor de 1860, el veïnat de Planils també pertanyia al terme d'aquest poble.